# Gustav Leyke

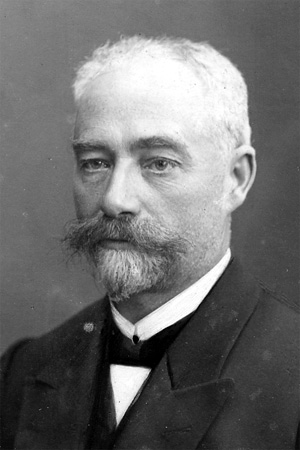
Gustav Leyke

Gustav (Adolf) Leyke (* 10. September 1851 in Sittnow,  Westpreußen; † 28. Juli 1910 in Misdroy, Insel Wollin) war ein Kaufmann und Kommunalpolitiker in Berlin. Leyke war seit dem 17. Dezember 1892 in Rixdorf Stadtrat.

## Leben und Wirken
Gustav Leyke kam 1876 mit einigem Kapital nach Rixdorf und richtete dort in der Ziethenstraße 51 Ecke Kopfstraße ein Kolonialwaren- und Kohlengeschäft ein. Er heiratete standesgemäß die Tochter des Wollfabrikanten C.J. Krebs aus der Berliner Straße (heute Karl-Marx-Straße), Anna, was ihn im etablierten Rixdorfer Bürgertum verankerte. Sein Kohlenhandel florierte, und er erweiterte sein Unternehmen 1895 zu einem Kohlengroßhandel auf dem neu erworbenen Grundstück Bergstraße 78–80 Ecke Lahnstraße (heute Karl-Marx-Straße 244–246), zu dem 1907 noch das 1898 erbaute Bürgerhaus an der Hasenheide (Nr. 68) mit einem Garten und dem hinter dem Haus gelegenen Zugang zu einem Wäldchen hinzu kam.
Geschäftlicher Erfolg und lokale Familienverankerung führten zu hohem Ansehen der Familie Leyke – und zu etlichen kommunalpolitischen Ämtern für Gustav Leyke: Zunächst wirkte er als Gemeindevertreter, war er seit 17. Dezember 1892 in der Gemeindeverwaltung von Rixdorf tätig, dann ab 1899 – mit der Verleihung des Stadtrechts an Rixdorf/Neukölln – als Stadtrat unter Bürgermeister Hermann Boddin. Zugleich stand er der Deputation für das städtische Leihamt und dem Ausschuss für Materialverwaltung vor, und wirkte des Weiteren unter anderem als stellvertretender Vorsitzender der Armendeputation, der Deputationen für das Feuerlöschwesen, für das Fuhrwesen, für die Straßenreinigung und Müllbeseitigung sowie als Mitglied der Finanz- und Kassendeputation und des Vorstandes der städtischen Sparkasse.

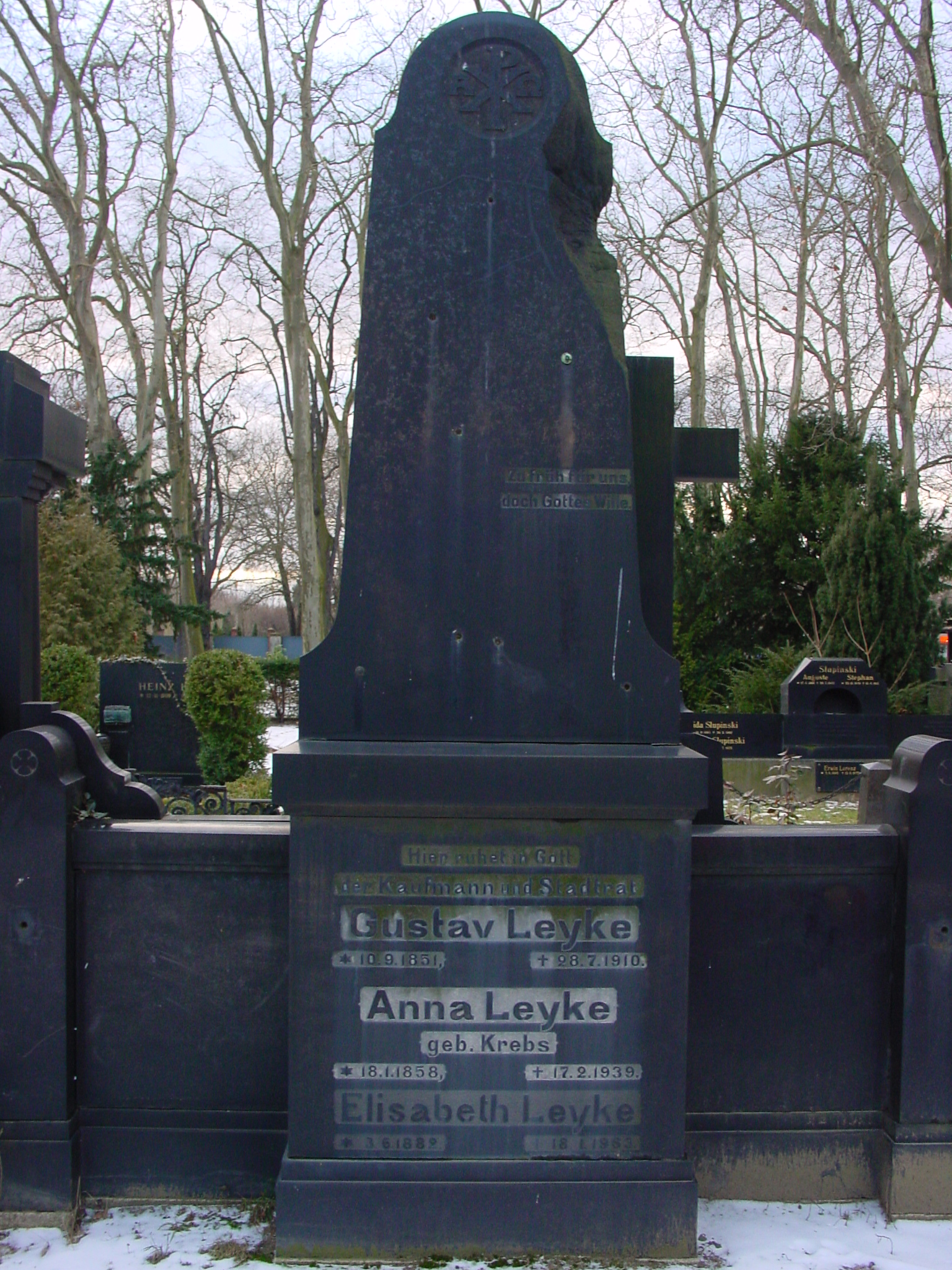
Grabmal Gustav Leyke und Familie, St. Thomasfriedhof (II), Berlin-Neukölln

Kurz vor Vollendung seines 60. Lebensjahres starb er plötzlich während eines Kuraufenthaltes an der Ostsee am 28. Juli 1910. Es wird berichtet, dass zur Beisetzung auf dem Thomasfriedhof die große Mehrheit des Rixdorfer Bürgertums ihm die letzte Ehre erwies. Neben der Familie seien Magistrat, Stadtverordnete, der Verein städtischer Beamter, eine Abordnung des Bankvereins, des Vereins Rixdorfer Grundbesitzer und des Turnvereins „Jahn“ versammelt gewesen.
Über die Enkelin Gustav Leykes bestanden später familiäre Verbindungen zur Familie des Berliner Pelzwarenhändlers und langjährigen Vorstehers der Stadtverordnetenversammlung von Berlin Paul Michelet (1835–1926), dem 51. Ehrenbürger der Stadt Berlins (1914).
Gustav Leyke liegt begraben auf dem St. Thomasfriedhof in Berlin-Neukölln an der Hermannstraße (Kirchhof der St. Thomasgemeinde II, Hermannstraße 179–185 [Ostseite], Höhe U-Bahnhof Leinestraße).

## Leykestraße

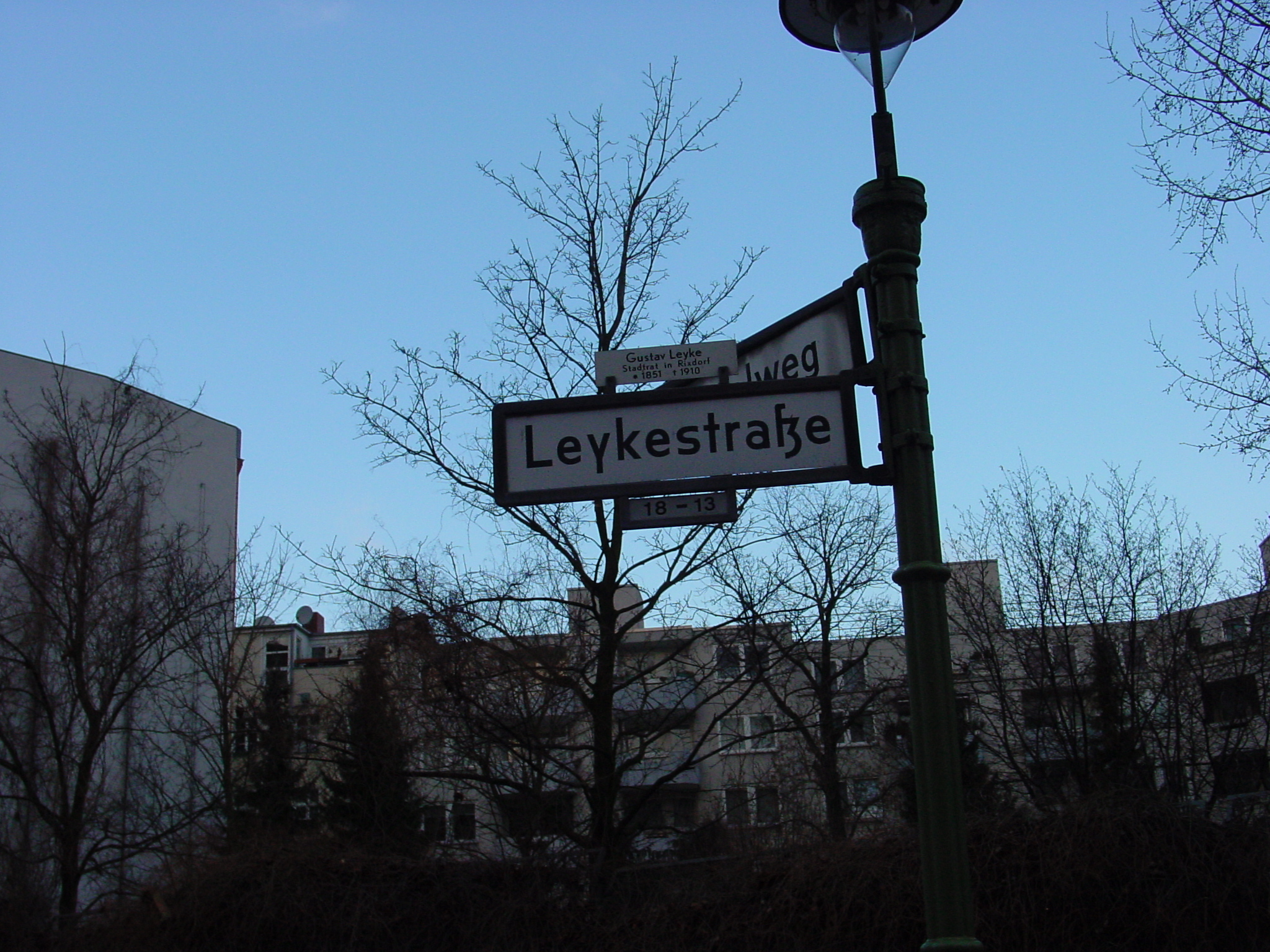
Die Leykestraße in Berlin-Neukölln

Zu seinen Ehren wurde die Leykestraße im Berliner Ortsteil Neukölln (Nord-Neukölln, früher Rixdorf) nach ihm benannt:
Die Leykestraße ist eine Querstraße der Hermannstraße. Sie verbindet diese mit dem Mittelweg (einer Fortsetzung der Kopfstraße) und hat einen Verlauf von knapp 200 Metern. Sie schließt den östlichen Teil der Friedhöfe an der Hermannstraße nach Norden hin ab (schräg gegenüber der Leinestraße, die den westlichen Teil der Friedhöfe nördlich gegen den „Schiller(promenaden)kiez“ abschließt).
Die vormalige Straße Nr. 207c des Bebauungsplanes trägt seit dem 12. Dezember 1911 den Namen des Rixdorfer Stadtrates Gustav Leyke.